# Ampelopsis
Ampelopsis ist eine Pflanzengattung innerhalb der Familie der Weinrebengewächse (Vitaceae). Die seit 2014 nur noch etwa 18 Arten gedeihen von gemäßigten bis tropischen Gebieten von Nordamerika bis Mexiko und in Asien. Sie werden auch als Scheinreben bezeichnet.

## Beschreibung

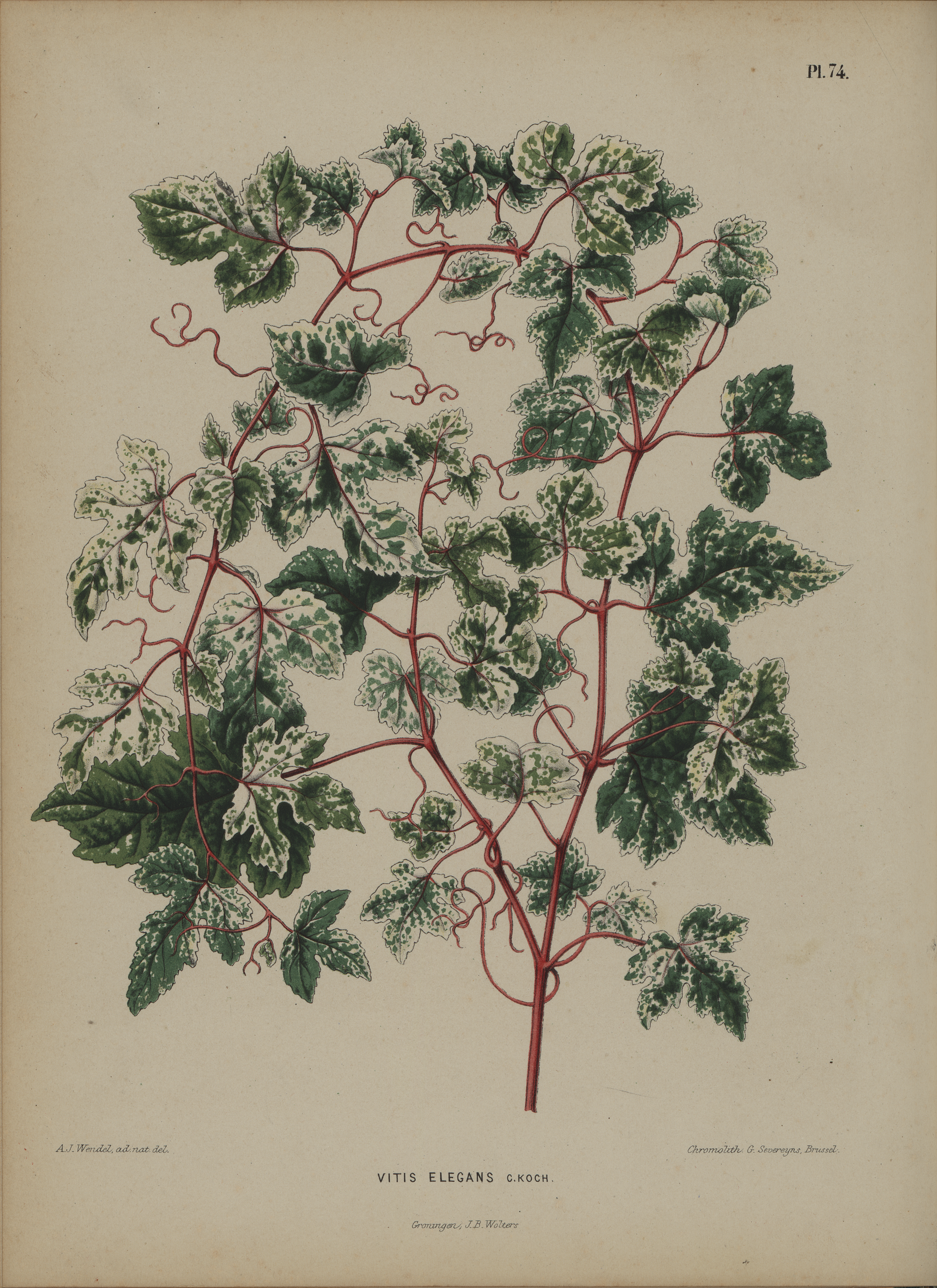
Illustration von Ampelopsis glandulosa

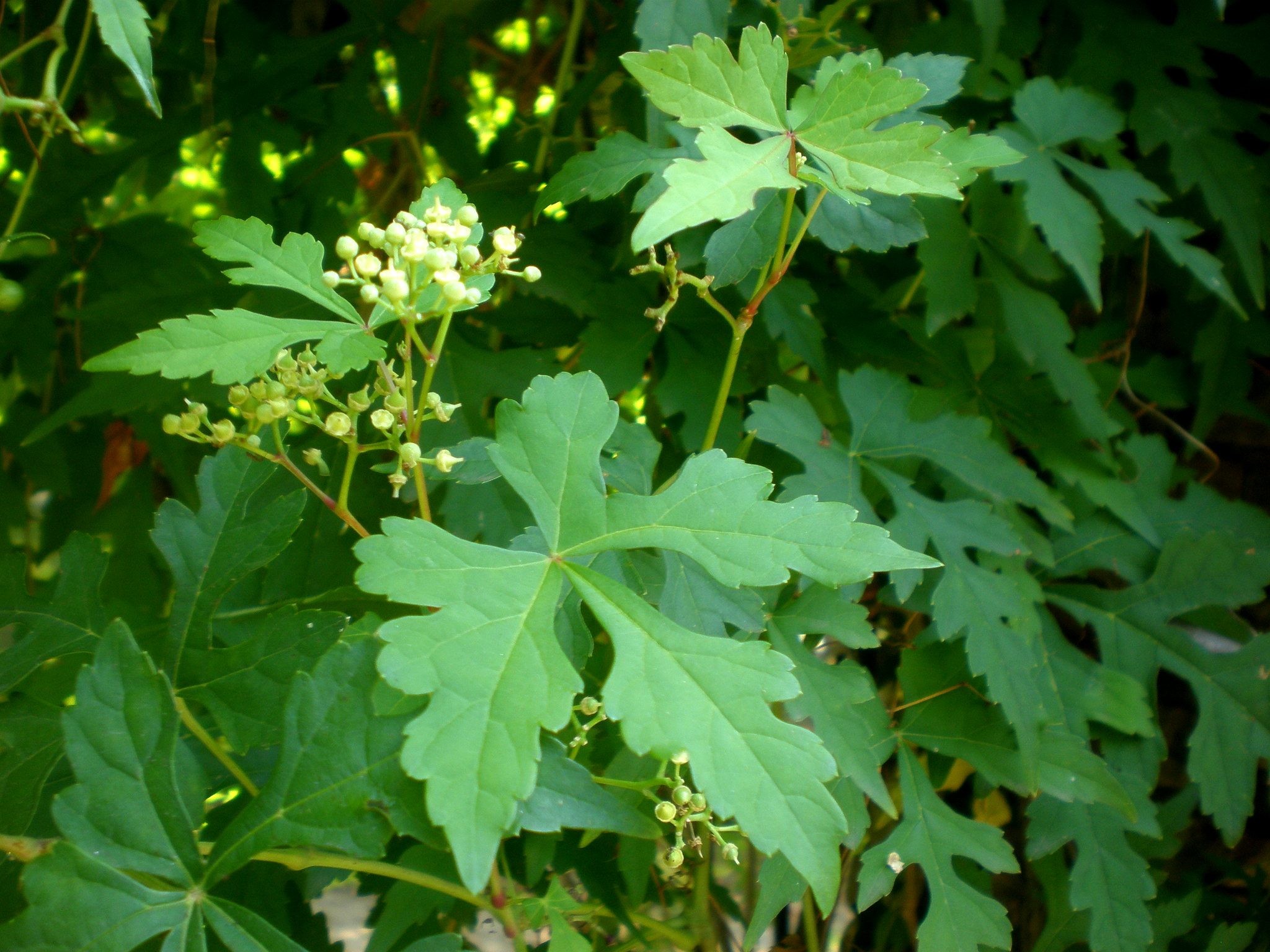
Sturmhutblättrige Scheinrebe (Ampelopsis aconitifolia)

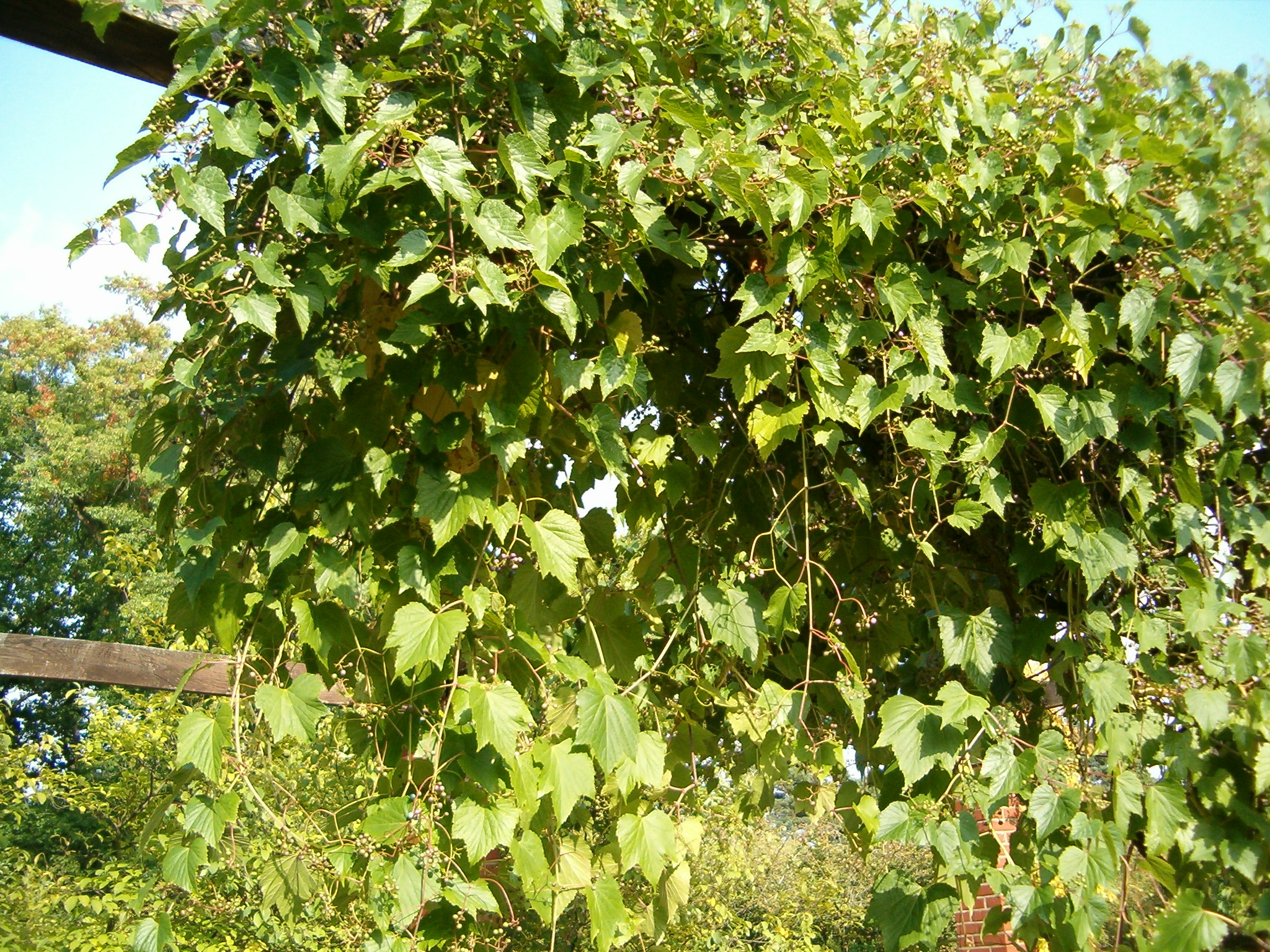
Habitus von Ampelopsis glandulosa var. brevipedunculata

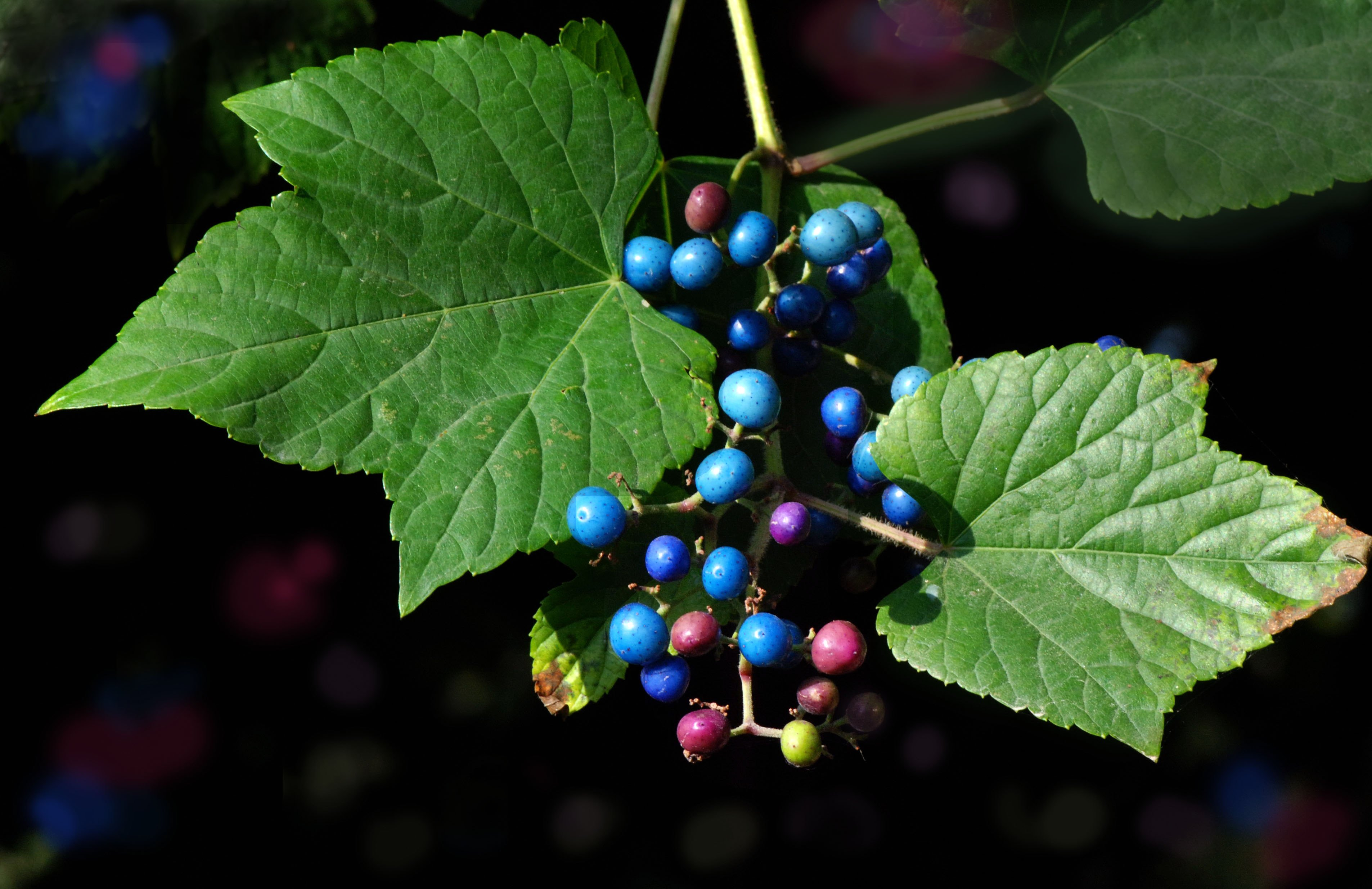
Laubblätter und Früchte von Ampelopsis glandulosa var. brevipedunculata

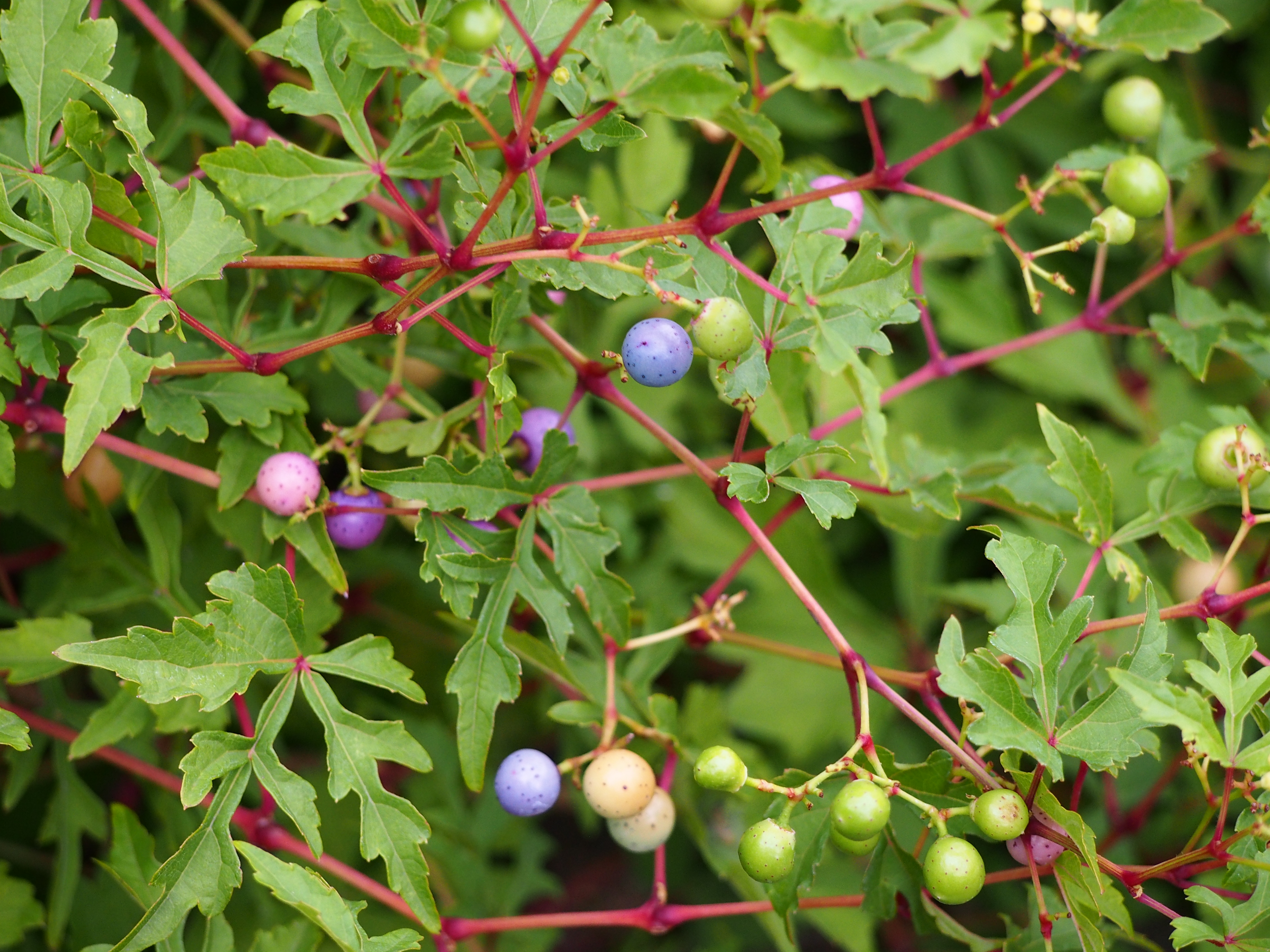
Laubblätter und Früchte von Ampelopsis japonica

### Vegetative Merkmale
Ampelopsis-Arten sind verholzende Pflanzen, die als Lianen wachsen. Die Ranken sind immer zweiarmig ohne Haftscheiben.
Die wechselständig angeordneten Laubblätter sind Blattstiel und Blattspreite gegliedert. Die Blattspreite ist je nach Art einfach oder gefingert zusammengesetzt.

### Generative Merkmale
Bei Ampelopsis-Arten sind die Blüten meist zwittrig oder die Art ist polygam-monözisch. Der gegenüber den Laubblättern stehende Blütenstände ist eine schirmförmige Zyme, die manchmal zugesetzt sein können.
Die Blüten sind radiärsymmetrisch und fünfzählig mit doppelter Blütenhülle. Der Kelch ist tellerförmig und undeutlich gewellt. Die fünf Kronblätter sind frei. Der Nektardiskus ist mit der Basis des Fruchtknotens verwachsen, aber im oberen Bereich; er ist becherförmig und etwas gelappt. Es ist nur der innere Kreis mit fünf fertilen Staubblättern vorhanden. Die deutlich erkennbaren, zylindrischen, verlängerten Griffel enden in einer undeutlich erweiterten Narbe.
Die bei Reife rosa-violetten, purpurfarbenen, blauen, fast schwarzen, orangefarbenen oder gelben Beeren sind kugelförmig und enthalten ein bis vier Samen.

### Chromosomensatz
Die Chromosomengrundzahl beträgt x = 10.

## Systematik und Verbreitung
Die Gattung Ampelopsis wurde 1803 von André Michaux in Flora Boreali-Americana (Michaux), 1, Seiten 159–160 aufgestellt. Der Gattungsname Ampelopsis leitet sich von den griechischen Wörtern ampelos für Weintraube und -opsis für ähnlich. Typusart ist Ampelopsis cordata Michx.
Die Gattung Ampelopsis gehört seit 2018 zur Tribus Ampelopsideae J.Wen & Z.L.Nie in der Unterfamilie Vitoideae innerhalb der Familie Vitaceae. Ampelopsis ist die Typusgattung der Tribus Ampelopsideae.
Die Gattung Nekemias Raf. wurde aus Ampelopsis ausgegliedert. Die etwa neun Nekemias-Arten sind in Nordamerika auf karibischen Inseln und in Ost- bis Südostasien verbreitet.
Die etwa 18 Arten sind von Nordamerika (drei Arten) bis Mexiko und in Asien verbreitet. Sie kommen von gemäßigten bis tropischen Gebieten vor.
Die Gattung Ampelopsis enthält nur noch etwa 18 Arten (Auswahl):
- Ampelopsis acerifolia W.T.Wang: Sie gedeiht in Höhenlagen oberhalb von 500 Metern in Sichuan.[9]
- Sturmhutblättrige Scheinrebe (Ampelopsis aconitifolia Bunge, Syn.: Ampelopsis aconitifolia var. glabra Diels & Gilg, Ampelopsis aconitifolia var. palmiloba (Carrière) Rehder): Es gibt keine Subtaxa mehr.[1] Sie gedeiht im Buschland, in Tälern und auf Grasland in Höhenlagen von 200 bis 2200 Metern in der Inneren Mongolei und in den chinesischen Provinzen Gansu, Hebei, Heilongjiang, Henan, Jilin, Liaoning, Ningxia, Shaanxi, Shandong, Shanxi sowie Sichuan.[9]
- Ampelopsis acutidentata W.T.Wang: Sie gedeiht in Höhenlagen von 2000 bis 3200 Metern in Tibet und in den chinesischen Provinzen Sichuan sowie Yunnan.[9]
- Ampelopsis bodinieri (H.Lév. & Vaniot) Rehder: Es gibt zwei Varietäten:[9]
  - Ampelopsis bodinieri (H.Lév. & Vaniot) Rehder var. bodinieri: Sie gedeiht in Höhenlagen von 200 bis 3000 Metern in den chinesischen Provinzen Fujian, Guangdong, Guangxi, Guizhou, Hainan, Henan, Hubei, Hunan, Shaanxi, Sichuan sowie Yunnan.[9]
  - Ampelopsis bodinieri var. cinerea (Gagnep.) Rehder: Sie gedeiht in Höhenlagen von etwa 1300 Metern in den chinesischen Provinzen Hunan, Shaanxi sowie Sichuan.[9]
- Ampelopsis cordata Michx.: Sie ist in den USA weitverbreitet.[1]
- Ampelopsis delavayana Planch. ex Franch.: Es gibt vier Varietäten:[9]
  - Ampelopsis delavayana Planch. ex Franch. var. delavayana: Sie gedeiht in Höhenlagen von 100 bis 2200 Metern in den chinesischen Provinzen Chongqing, Fujian, Guangdong, Guangxi, Guizhou, Hainan, Hubei, Sichuan sowie Yunnan.[9]
  - Ampelopsis delavayana var. glabra (Diels & Gilg) C.L.Li: Sie gedeiht in Höhenlagen von 300 bis 800 Metern in der Inneren Mongolei und in den chinesischen Provinzen Hebei, Henan, Hubei, Jiangsu, Jilin, Liaoning sowie Shandong.[9]
  - Ampelopsis delavayana var. setulosa (Diels & Gilg) C.L.Li: Sie gedeiht in Höhenlagen von 500 bis 2200 Metern in den chinesischen Provinzen Gansu, Guizhou, Hebei, Henan, Shaanxi, Sichuan sowie Yunnan.[9]
  - Ampelopsis delavayana var. tomentella (Diels & Gilg) C.L.Li: Sie gedeiht in Höhenlagen von 700 bis 2700 Metern in den chinesischen Provinzen Hubei sowie Sichuan.[9]
- Ampelopsis denudata Planch.: Sie kommt in den mexikanischen Bundesstaaten Sinaloa, Sonora, Chiapas, Guerrero, México, Michoacán de Ocampo, Nayarit sowie Oaxaca und in Guatemala in Retalhuleu vor.[4]
- Ampelopsis glandulosa (Wall.) Momiy.: Nach der Flora of North America 2016 gibt es keine Subtaxa. In der Flora of China 2007 gibt es fünf Varietäten:[9]
  - Ussuri-Scheinrebe (Ampelopsis glandulosa var. brevipedunculata (Maxim.) Momiy.): Sie gedeiht in Höhenlagen von 100 bis 600 Metern in den chinesischen Provinzen Heilongjiang, Jilin sowie Liaoning.[9]
  - Ampelopsis glandulosa (Wall.) Momiy. var. glandulosa: Sie ist in China, Taiwan, Indien, Myanmar und Nepal verbreitet.[9]
  - Ampelopsis glandulosa var. hancei (Planch.) Momiy.: Sie ist in China, Taiwan, Japan und auf den Philippinen verbreitet.[9]
  - Ampelopsis glandulosa var. heterophylla (Thunb.) Momiy.: Sie ist in China und Japan verbreitet.[9]
  - Ampelopsis glandulosa var. kulingensis (Rehder) Momiy.: Sie gedeiht in Höhenlagen von 300 bis 1600 Metern in den chinesischen Provinzen Anhui, Fujian, Guangdong, Guangxi, Guizhou, Hunan, Jiangsu, Jiangxi, Sichuan sowie Zhejiang.[9]
- Ampelopsis humulifolia Bunge: Sie kommt in der Inneren Mongolei und in den chinesischen Provinzen Hebei, Henan, Liaoning, Qinghai, Shaanxi, Shandong sowie Shanxi vor.[9]
- Japanische Scheinrebe (Ampelopsis japonica (Thunb.) Makino): Sie ist in China verbreitet und wird in Japan kultiviert.[9]
- Ampelopsis mollifolia W.T.Wang: Sie gedeiht in Höhenlagen von etwa 1300 Metern in Sichuan.[9]
- Ampelopsis orientalis (Lam.) Planch.: Sie kommt in der Türkei und Syrien vor.[4]
- Ampelopsis tomentosa Planch. ex Franch.: Die zwei Varietäten kommen in Yunnan vor:[9]
  - Ampelopsis tomentosa var. glabrescens C.L.Li[9]
  - Ampelopsis tomentosa Planch. ex Franch. var. tomentosa[9]
- Ampelopsis vitifolia Planch.: Sie kommt in Tadschikistan, Afghanistan, Iran, im nördlichen Pakistan sowie im indischen Bundesstaat Himachal Pradesh und vielleicht Jammu und Kashmir vor.[4]

Aus der Gattung Ampelopsis wurden 2014 neun Arten in die reaktivierte Gattung Nekemias Raf. gestellt:
- Ampelopsis arborea (L.) Koehne: Sie kommt von den östlichen-zentralen bis zu den östlichen USA vor. → Nekemias arborea (L.) J.Wen & Boggan[1][6]
- Ampelopsis cantoniensis (Hook. & Arn.) K.Koch: Sie kommt in Japan, Malaysia, Thailand, Vietnam, in China[9] und in Indien und Laos[10] vor. → Nekemias cantoniensis (Hook. & Arn.) J.Wen & Z.L.Nie.[10]
- Ampelopsis celebica Suess.: Dieser Endemit kommt nur in Sulawesi vor. → Nekemias celebica (Suess.) J.Wen & Boggan[6]
- Ampelopsis chaffanjonii (H.Lév. & Vaniot) Rehder: Sie kommt in den chinesischen Provinzen Anhui, Chongqing, Guangxi, Guizhou, Hubei, Hunan, Jiangxi, Sichuan und Yunnan vor.[9] → Nekemias chaffanjonii (H.Lev. & Vaniot) J.Wen & Z.L.Nie[10]
- Ampelopsis gongshanensis C.L.Li: Sie kommt in Yunnan vor.[9] → Nekemias gongshanensis (C.L.Li) J.Wen & Z.L.Nie[6]
- Ampelopsis grossedentata (Hand.-Mazz.) W.T.Wang: Sie kommt in Vietnam und in den chinesischen Provinzen Fujian, Guangdong, Guangxi, Guizhou, Hubei, Hunan, Jiangxi und Yunnan vor.[9] → Nekemias grossedentata (Hand.-Mazz.) J.Wen & Z.L.Nie[6]
- Ampelopsis hypoglauca (Hance) C.L.Li: Sie kommt in den chinesischen Provinzen Fujian, Guangdong und Jiangxi vor.[9] → Nekemias hypoglauca (Hance) J.Wen & Z.L.Nie[6]
- Riesenblättrige Scheinrebe (Ampelopsis megalophylla (Veitch) Diels & Gilg) → Nekemias megalophylla (Diels & Gilg) J.Wen & Z.L.Nie[6]
- Ampelopsis rubifolia Planch.: Sie kommt in Indien und in den chinesischen Provinzen Guangxi, Guizhou, Hunan, Jiangxi, Sichuan und Yunnan vor.[9] → Nekemias rubifolia (Wall.) J.Wen & Z.L.Nie[6]

Durch Raman et al. 2016 wurde zum ersten Mal das Chloroplastengenom von Ampelopsis (das Untersuchungsmaterial stammt von Ampelopsis glandulosa var. brevipedunculata) sequenziert und charakterisiert. Dabei bestätigte sich, dass an der Basis der Angiospermen innerhalb der Rosiden die Vitaceae, also die Vitales, eine Schwestergruppe der Saxifragales darstellen.

## Weiterführende Literatur
- Jean Gerrath, Usher Posluszny: Morphological and anatomical development in the Vitaceae. V: Vegetative and floral development in Ampelopsis brevipedunculata. In: Canadian Journal of Botany. Band 67, Nr. 8, August 1989, S. 2371–2386, doi:10.1139/b89-303.

- Karte mit allen verlinkten Seiten:
- OSM |
- WikiMap